# Метіонін
Метіоні́н (Met, M) — незамінна амінокислота, що входить до складу ферментів та майже всіх тканин. Добре впливає на стан нирок, знижує токсичність багатьох отруйних речовин і сприяє відновленню функцій печінки, сприяє створенню неорганічної сірки у організмі. Спричиняє прискорення росту.
АФІ (активний фармацевтичний інгредієнт) синтетичного походження. Білий або майже білий кристалічний порошок або безбарвні кристали, розчинний у воді, малорозчинний в етанолі, практично нерозчинний в етері. рН 5,6-6,5 (2,5 % водний розчин); [α]D20=23,40°. Зберігають у щільно закупореному контейнері, у захищеному від світла місці.

## Ідентифікація
Метіонін ідентифікують за ІЧ-спектром поглинання субстанції; за питомим оптичним обертанням, методом ТШХ у системі кислота оцтова льодяна — вода — бутанол (20:20:60) з проявленням нінгідрином за наявності метилсульфідної групи — субстанцію нагрівають з розчином NaOH, а сульфіди визначають дією натрію нітропрусиду (темно-червоне забарвлення). Кількісно визначають неводним ацидиметричним титруванням у середовищі кислоти оцтової безводної та оцтового ангідриду з потенціометричним фіксуванням точки еквівалентності.

## Синтез
З метилмеркаптану й акролеїну отримується 3-метиліо-пропіоновий альдегід, який далі перетворюється на метіонін.

## Фармакологічні ефекти.
Фармакологічна група метіоніну —  V03AB26, метаболічні препарати. Він сприяє синтезу холіну, за рахунок чого нормалізує синтез фосфоліпідів із жирів і зменшує відкладення в печінці нейтрального жиру. Бере участь у синтезі адреналіну, креатину, активує дію ряду гормонів, ферментів, ціанокобаламіну, аскорбінової і фолієвої кислот. Знешкоджує деякі токсичні речовини шляхом метилювання.

## Захворювання обміну речовин
Деградація метіоніну порушується при наступних метаболічних захворюваннях:
- гомоцистинурія
- комбінована малонова та метилмалонова ацидурія (CMAMMA)
- метилмалонова ацидемія
- пропіонова ацидемія

## Застосування
Лікування та профілактика захворювань і токсичних уражень печінки: цироз, ураження препаратами миш'яку, хлороформом, бензолом та іншими речовинами, алкогольна гепатопатія, токсичний гепатит, а також у складі комбінованої терапії цукрового діабету і хронічного алкоголізму, при дистрофії, білковій недостатності.
Широко використовується для приготування преміксів та комбікорму у птахівництві, свинарстві та відгодівлі великої рогатої худоби.

## Роль у харчуванні людини
Метіонін належить до так званих ліпотропних речовин, здатних запобігати ожирінню печінки, він регулює та нормалізує жировий обмін. Джерела метіоніну — молочний і яєчний білок, бобові, вівсяна крупа, сир. Добова потреба в метіоніні — 2-4 г.